# 延遲滿足 (雜誌)
《延迟满足》是由英国慢新闻公司（英語：Slow Journalism Company）出版的季刊杂志。该刊以慢新闻为宗旨，刊登的基本上都是三個月前發生的基本上已塵埃落定的新聞以及重大新闻的长篇報道。第一期出版于2011年11月。